# Atuntaqui
Atuntaqui – miasto w Ekwadorze, w prowincji Imbabura, stolica kantonu Antonio Ante.

## Opis
Miasto zostało założone w 1566 roku. Przez miasto przebiega Droga Panamerykańska E25 i linia kolejowa.